# ایوان کلمن
ایوان ف. کلمن (انگلیسی: Evan F. Kohlmann؛ زادهٔ ۱۹۷۹ (۴۵–۴۶ سال)) یک مشاور تروریسم آمریکایی است که برای اف.بی. آی و دیگر سازمان‌های دولتی کار کرده‌است.
او یکی از اعضای گروه وبلاگ مبارزه با تروریسم است، یکی از محققان ارشد مؤسسه «یافتن پاسخ برای یازده سپتامبر» و تحلیل‌گر تروریسم برای شبکه خبری ان.بی. سی می‌باشد.

## زندگی و تحصیلات اولیه
در یک پروفایل برای مجله قانون پنجم، کلمن گفت که به دلیل محل تحصیلات پدرش در فرانسه، وی در حالی که سال‌های نوجوانی را طی می‌کرده، تابستان را در فرانسه سپری می‌کرده‌است. کلمن فارغ‌التحصیل از مدرسه پین کرست در شهر فورت لادردیل، ایالت فلوریدا است.
وی به دانشگاه جورج تاون، دانشکده امور خارجه ادموند آ. والش پیوست، جایی که او تحت آموزش مأمون فندی تحصیل کرد. آموزشهای فندی باعث علاقه وی به سیاست خاورمیانه شد.
کلمن در پاییز سال ۲۰۰۱، چند هفته قبل از حملات القاعده به ایالات متحده در ۱۱ سپتامبر ۲۰۰۱، به دانشکده حقوق دانشگاه پنسیلوانیا وارد شد.

## شغل مبارزه با تروریسم
کلمن به عنوان کارآموز در پروژه تحقیقاتی که یک بانک فکری مبارزه با تروریسم و مستقر در واشینگتن بود، کار می‌کرد.
او کتاب «جهاد القاعده در اروپا: شبکه افغان-بوسنی» را نوشت در حالی که دانشجوی حقوق بود.
او یک مشاور ارشد تروریسم برای بنیاد NEFA – نفا است. وی همچنین عضو وبلاگ مبارزه با تروریسم است و تحلیلگر تروریسم برای شبکه خبری ان.بی. سی می‌باشد.
وی انور العولکی را «یکی از برجسته‌ترین جهادگرایانی که خواستار ترورهای خانگی هستند، می‌داند. تسلط به زبان انگلیسی العولکی، حمایت‌های گستاخانه اش از سازمان‌های جهادی و مجاهدین و رویکرد روش‌شناسی اش از شبکه جهانی وب یک ترکیب قدرتمند تشکیل داده‌اند.»
کلمن سخنان العولکی را «ثابت قدمی در مسیر جهاد» می‌خواند. وی معتقد است که سخنان العولکی بر اساس یک سند مشابه توسط بنیان‌گذار القاعده در عربستان سعودی نوشته شده‌است. یعنی همان «کتاب مقدس مجازی برای افراط گرایان گرگ تنهای مسلمان».

### طرح القاعده
کلمن سند «طرح القاعده» را تهیه کرد که به عنوان مدرکی در کمیسیون‌های نظامی گوانتانامو مورد استفاده قرار بگیرد. کارول روزنبرگ از میامی هرالد گزارش داد که «طرح القاعده» پس از یک فیلم ساخته شده برای دادگاه نورنبرگ به نام «طرح نازی‌ها» مدل‌سازی شده‌است.

## کارشناس شاهد
کلمن اغلب به عنوان شاهد متخصص برای محاکمه در دادگاه‌های تروریستی خدمت کرده‌است.
کلمن می‌گوید: «تاکنون پرونده‌های زیادی وجود نداشته، بنابراین گاهی اوقات دادستان‌ها اولین پرونده‌های سابقه شغلی شان را انجام می‌دهند. با توجه به اینکه من می‌دانم که چگونه دادگاه‌ها کار می‌کنند، بنابراین من در حال حاضر بسیار ارزشمند هستم.»
علیرغم اینکه کلمن متخصص تروریسم در نظر گرفته شده‌است، وی خواندن، نوشتن یا صحبت کردن به زبان عربی را قادر نیست.
تخصص و بی‌طرفی او توسط وکلای مدافع و دیگر متخصصان مورد توافق قرار گرفته‌است، این در حالی است که کتاب «جهاد القاعده در اروپا: شبکه افغان-بوسنی» وی، توسط دانشگاه پنسیلوانیا منتشر شد.
او به عنوان شاهد متخصص در موارد زیر شهادت داده‌است:
| پرونده                          | متهم          | توضیحات                 |                                                                       |
| ------------------------------- | ------------- | ----------------------- | --------------------------------------------------------------------- |
| ایالات متحده علیه صبری بن خلاع  | صبری بن خلاع  |                         |                                                                       |
| ایالات متحده علیه علی تمیمی     | علی تمیمی     |                         |                                                                       |
| ایالات متحده علیه اوزیر پاراجا  | اوزیر پاراجا  |                         |                                                                       |
| ایالات متحده علیه علی اسد چندیا | علی اسد چندیا | - {\| class="wikitable" | معلم در یک مدرسه اسلامی در مریلند، متهم به تجهیز لوازم برای لشکر طیبه |

|-
| ایالات متحده علیه یاسین عارف || یاسین عارف ||
- کلمن در این کیس به عنوان یک شاهد در لحظات آخر به جای روحان گوناراتنا جایگزین شد.[۴]

|-
| ایالات متحده علیه رفیق صابر || رفیق صابر ||
- دکتر پزشکی که ادعا کرد موافقت کرده‌است که درمان‌های مخفی را برای جهادگرایان زخمی ارائه دهد. وی با یک مأمور دولتی که در نقش یک عضو القاعده درآمده بود، بیعت کرده بود.[۵]

|-
| ایالات متحده علیه عمادالدین منتصر || عمادالدین منتصر ||
|-
| رجینا علیه محمد اجمل خان و پالیندر سینگ ||
- محمد اجمل خان
- پالیندر سینگ

||
|-
| اچ.ام. آ علیه وکلا || محمد عاطف صدیق||
- محاکمه راننده بن لادن

|-
| رجینا علیه سمینا مالک || سمینا مالک ||
|-
| رجینا علیه یونس تسولی || یونس تسولی ||متهم به ارسال کتابچه راهنما برای هک کامپیوتر و ارسال تبلیغات برای القاعده
|-
|رجینا علیه حسن موتمبوبه || حسن موتمبوبه||
- [۶][۷]

|}

## انتشارات
- ایوان کلمن (۲۰ دسامبر ۱۹۹۹). "برداشت تلخ: مداخله شوروی در افغانستان و تاثیر آن بر جنبش‌های سیاسی افغانستان"
- ایوان کلمن (۱۷ آوریل ۲۰۰۱). "میراث عرب-افغان‌ها: مطالعه موردی"
- ایوان کلمن (۲ ژانویه ۲۰۰۳). "" محور شرارت ": رهبر متهم حماس به فعالان القاعده در غرب میانه مرتبط است. "
- ایوان ف. کلمن (۲۰۰۴). جهاد القاعده در اروپا: شبکه افغان-بوسنی.
- ایوان کلمن (۱۴ مه ۲۰۰۴). "پرورش زمین: خانه برای القاعده در عراق".
- ایوان کلمن (سپتامبر - اکتبر ۲۰۰۶). "تهدید واقعی تروریستی آنلاین".
- ایوان کلمن (دسامبر ۲۰۰۸). "درون الصحاب: داستان علی البلاول و تکامل تبلیغات القاعده"
- ایوان ف. کلمن (۲۰۰۸). تروریست‌های "خانه دار": تئوری و موارد در جنگ با تازه‌ترین جبهه تروریسم ".